# Lectures du Coran
Les lectures du Coran (en arabe : القراءات القرآنية), sont les différentes versions du Coran. Elle naissent, entre autres, du rajout de signes diacritiques sur le squelette consonantique (rasm) coranique mais ne sont fixées qu'au Xe siècle, plusieurs siècles après la mise par écrit du rasm coranique. Seul un petit nombre (7, 10, 14) sont considérées comme canoniques, et deux (Hafs et Warch) dominent l'islam actuel.
Ces variations de lecture peuvent être morphologiques ou phonologiques mais aussi affecter le sens et la syntaxe du texte coranique.

## Étymologie et définitions

### Qirâ’a
Qirâʾa (pluriel : qirâʾât) signifie littéralement « lecture ». Appliqué au Coran, le mot peut aussi avoir le sens de « récitation », et le mot est employé alors dans trois sens principaux : 
- la récitation ou la lecture d'une partie du Coran ou du Coran entier,
- la lecture spéciale d'un mot ou d'un passage (qirâʾa est compris alors au sens de « variante »)[1],
- la lecture spéciale du Coran entier. On parle alors de qirâʾa au sens d'école de lecture[1].

Qirâ’a est un terme technique arabe, souvent traduit par « lecture ». Il désigne les manières divergentes de lire le texte coranique « sans que les divergences entre les différentes « lectures » affectent en rien la conviction des musulmans que toutes celles qui sont canoniques ont la même valeur ».

### Ahruf
Le mot ḥarf (pluriel : aḥruf) signifie littéralement « lettre », et est utilisé à propos du Coran comme synonyme de qirâʾa (« lecture »). Les savants ont beaucoup divergé sur le sens à donner à ce mot dans ce hadîth. Le terme ahruf, provenant d’un hadith, est parfois aussi traduit par « lecture ». « Le mot dont on se sert (ahruf) est l’un des pluriels ambigus d’un mot lui-même ambigu, et il est difficile de préciser de quoi il s’agit exactement ».
L'explication la plus répandue est celle qui donne à aḥruf le sens de lughât (« dialectes », ou mots ou expressions dialectales),. Néanmoins on considère que ces mots, s'ils impliquent une prononciation différente selon la lecture prenant en compte la prononciation de telle ou telle tribu (les lughât), ils n'ajoutent pas de sens au texte coranique, et ont tous le même sens.

## Historique de la vocalisation du Coran

### Une mise en place longue
Dans les premiers manuscrits coraniques, la vocalisation est absente et l’orthographe ne permet pas de distinguer certains termes,,. Depuis la découverte de très anciens fragments de Coran comme les manuscrits de Sana'a, François Déroche, directeur d'études à l'EPHE, section des sciences historiques et philologiques, écrit : « Au cours de la période qui va jusqu'à la réforme d'Ibn Mujâhid (IVe  /  Xe siècle), la rédaction à proprement parler est achevée, mais le texte reçoit le complément de ces différents signes qui le précisent progressivement et le fixent de mieux en mieux. L'introduction systématique de la vocalisation et des signes orthoépiques marque véritablement la fin de cette « rédaction », donc près de trois siècles après les fragments de Sana'a.
Il est difficile de dater la vocalisation marquée dans les manuscrits anciens. Indiquée dans une encre différente, elle date forcément d’après la copie du manuscrit sans qu’il soit toujours possible d’estimer la durée entre la mise par écrit du rasm et celui de la vocalisation. Dans le cas des manuscrits en écriture hijazi et hijazi calligraphique, les ponctuateurs ont parfois apporté d’autres modifications, ce qui permet de penser qu’ils n’interviennent pas dans la même phase mais après la copie. Aujourd’hui, la connaissance des systèmes anciens de vocalisation est encore partielle. Elle repose sur l’étude de l’aspect formel de celle-ci, sur la fonction de la vocalisation ou en lien avec la littérature ancienne sur les « lectures ». L’étude des manuscrits anciens montre des variations dans la pratique de la vocalisation et une mise en place progressive d’une norme.
Pour Kouloughli, les premiers essais de normalisation de l'écriture par l'ajout de signes date du califat d'Abd-al-Malik selon un modèle « sans doute inspiré du syriaque ». Le principe de rajouter des points diacritiques est, en effet, connu des traditions syriaques et hébraïques. D'un point de vue historique, les ajouts graphiques apportés à l'époque omeyyade dans les manuscrits coraniques sont : introduction des séparateurs de groupe de versets, modifications de l'orthographe, ou encore introduction de références graphiques définies. Déroche conclut : « La période omeyyade a été témoin d'un véritable bouleversement en matière de transmission manuscrite du texte coranique ». L’introduction de la vocalisation semble attester d’une « modification de la langue coranique », l’alif acquérant, par exemple, une valeur de voyelle longue, et mène à l’adoption d’une norme coranique. Au VIIIe siècle apparaissent aussi les premières grammaires et les premiers dictionnaires arabes.
Les réformes d'Abd al-Malik ne sont pourtant pas appliquées généralement. Les manuscrits anciens conservés prouvent une mise en place progressive. « C’est seulement à partir du milieu du ixe siècle que la scriptio plena s’impose définitivement dans la notation du Coran. » Pour Déroche, le système de vocalisation actuel « se répand progressivement à partir de la fin du ixe siècle ». Cette question des signes diacritiques est encore discutée par les théologiens musulmans vers l'an 1000

### Tradition orale ou travail de philologue?
Pour Dye, « la nature même de l’immense majorité des variantes de lecture prouve que nous avons affaire, non au produit d’une tradition orale (ininterrompue), mais aux efforts de philologues pour comprendre un rasm ambigu, sans le secours d’une tradition orale. »
Pour Cellard, les lecteurs coraniques semble s’être comportés en philologues et avoir interprété un rasm obscur. Il est ainsi possible que l’absence ancienne de diacritique et de vocalisation ait mené à des erreurs et la réponse des croyants d’une mémorisation les empêchant « ne peut être soutenue scientifiquement ».
De plus, « les variantes de vocalisation fournissaient elles aussi d’innombrables écarts de signification que la tradition islamique voulut occulter ou minimiser. ». Le système d'écriture défective laissait encore une large place à l'interprétation.
Pour Kropp, c'est dans cet espace que s'insère les discussions autour des lectures du Coran et c'est après la mise par écrit du Coran que naît une tradition orale académique.
La lecture du texte coranique sans diacritique ni vocalisation implique une connaissance préalable du texte,.
Pour Déroche, « Le rasm conserve une part d’ambiguïté… »
Pour Gilliot, « Dans les plus anciens fragments du Coran, estime-t-on, les lettres ambiguës constituent plus de la moitié du texte, et ce n’est qu’occasionnellement qu’elles sont pourvues de points diacritiques ». Le système consonantique peut « donner lieu à des confusions dans la lecture de certains mots ».
Orcel cite une anecdote satirique, provenant d'une source du VIIIe siècle, où tous les chanteurs de Médine aurait été châtrés, à la suite d'une confusion née de l'absence de diacritique permettant de différencier les termes « recenser » et « châtrer ».
Déroche cite plusieurs exemples de confusion, comme entre des formes verbale telle que « il écrit, tu écris, nous écrivons » ou dans la lecture de versets,.
Ces points diacritiques et vocalisations permettent au monde de la recherche de réinterroger la compréhension classique de certains termes. Pour Dye, la critique textuelle doit parfois se séparer de ces points diacritiques et des voyelles : « Même si elle est correcte la plupart du temps, elle ne remonte pas aux plus anciens témoins matériels du texte, et il n’existe pas de tradition orale, fiable et ininterrompue, qui nous assurerait de sa nécessaire justesse. Idéalement, il faut donc partir du rasm seul ». L'auteur part de ce principe pour réinterroger la compréhension de la sourate 30. De même, certaines relectures des termes coraniques, comme celles de Luxenberg, « se fondent sur l’absence de vocalisation et de signes diacritiques des versions primitives du Coran »,. C'est ainsi, que pour Luxenberg, la relecture des mots ambigus (pour les chercheurs et les penseurs musulmans) mène à réinterpréter la sourate al-Kawtar comme une « réminiscence de la première épître de saint Pierre 5, 8-9 ».

## Histoire des "lectures"
À l'heure actuelle, les lectures concernent principalement la vocalisation du texte. Au moins jusqu'au Xe siècle, ce terme était aussi appliqué à des textes au squelette consonantique (rasm) différent. En effet, durant les premiers temps de l'islam, le texte d'Ibn Mas'ûd (aucune preuve de ce codex retrouvé), qui possédait un rasm différent, était considéré comme une lecture autorisée. Jusqu'au VIIIe siècle, les auteurs considéraient ainsi qu'il était possible de s'éloigner du rasm coranique lorsque celui-ci ne respectait pas la grammaire arabe. À cette époque, une « lecture » est admise si elle repose sur un manuscrit ou une transmission considérée comme fiable.
Au Xe siècle, un changement de paradigme est apporté par Ibn Mujahid, avec le soutien du vizir abbasside Ibn Muqla. Selon des principes qui commençaient à se répandre au IXe siècle, les lectures devaient être compatibles avec le rasm uthmanien, avec la grammaire arabe et devaient posséder une transmission reconnue par une majorité de savants. À une époque où la mise par écrit précise du Coran devenait possible, le terme « lecture » évolue donc vers une le sens de « manière de réciter le texte écrit canonique du Coran ». Ibn Mujahib utilisa la force pour faire appliquer sa réforme. Ainsi, Ibn Shannabudh fut condamné à mort pour avoir utilisé une lecture non-autorisée. Rapidement après la réforme d'Ibn Mujahid, celle-ci fut perfectionnée et d'autres lectures remplissant les critères furent rajoutées. Cette réforme n'était pas consensuelle. Ainsi, Tabari refuse certaines lectures d'Ibn Mujâhid et inversement.
Cette approche fut novatrice pour l'époque. Pour Bergsträsser, « L'innovation déterminante d'Ibn Mujahid (m. 324), qui constitue une grande coupure avec le passe, consiste moins dans le fait d'avoir préparé la voie à la canonisation des sept lectures que dans celui d'avoir remplacé définitivement dans la science des variantes l'étude des variantes individuelles par celle des lectures closes telle que l'école coranique l'enseignait. Pour lui, le motif déterminant ne fut pas seulement le traditionalisme montant qui se développait partout à son époque. La raison décisive est qu'on avait besoin d'une garantie en tradition, non pas tant pour les qira'at que pour le Coran lui-meme ; celle-ci n'existait pas dans les lectures, et le mushaf reposant sur une tradition orale n'y pouvait suffire. ».
La raison de fixer les lectures au nombre de sept n'est pas claire. Cela pourrait être une référence à un épisode de la vie de Mahomet selon lequel il aurait déclaré que le Coran avait été révélé selon sept ahruf. « S'il ne s'agit pas d'une justification a posteriori des sept « lectures », la question de l'équivalence entre harf et qirâ'a se trouve posée » .
Cette division en sept « lecture » provient d'une littérature normative et non des manuscrits eux-mêmes. Ainsi, des manuscrits postérieurs à cette réforme montrent une réalité plus complexes, à l'exemple de ce manuscrit du XVIIe trouvé à Dakhla et alternant entre plusieurs traditions de « lecture » .

## Les différentes lectures
Le déchiffrement du rasm sans diacritique peut être balisé par les « lectures » traditionnelles. Celles-ci ont une histoire longue et compliquée. Cette histoire va vers une uniformisation mais n'arrivera pas, à la différence de rasm, à aller jusqu'à une unification complète. Elles sont fixées au nombre de sept au Xe siècle. Parfois, d'autres « lectures » sont rajoutées, sans oublier l'existence de « lectures exceptionnelles ».
Aujourd'hui, deux de ces lectures se partagent le monde musulman, celles de Ḥafṣ ‘an ‘Aṣim (Coran du Caire) et celle de Warš ‘an Nāfi' (Coran du Maghreb). La première est la plus répandue.

### Exemples de différences
Ces « lectures » permettent des compréhensions différentes du texte coranique. Ainsi, par exemple, yā bušrāyā (Cor. 12,19) en Warsh signifie « Ô joie qui est la mienne ! », tandis que la même expression dans l'édition du Caire doit être traduit par « bonne nouvelle ». « Cet exemple, comme celui qui précède, montre que les qirā'āt ne peuvent pas être réduites à une simple variation phonologique et morphologique, sans incidence sémantique ou syntaxique. » .
Déroche cite aussi deux versions, pourtant canoniques, des versets 21-22 de la sourate LXXXV : « Ceci est, au contraire, un Coran glorieux/ sur une Table préservée » / « Ceci est, au contraire, un Coran glorieux/  préservé sur une Table », la terminaison au cas indirect n'étant pas accepté partout.
Pour A. Brockett, la plupart des différences n'implique pas une différence de sens. D'autres changent de sens sur le contexte immédiat. Pour l'auteur, seule une variation a un effet important pour la pensée musulmane. Dans le verset 2:184, la lecture de Hafs récite le verset comme étant ... une rançon [en tant que substitut] pour nourrir une personne pauvre... tandisque la lecture selon Warsh est ... une rançon [en tant que substitut] de nourrir les gens pauvres....

### Les sept lecteurs et leurs transmetteurs
| Qari (Lecteur)                          | Qari (Lecteur) | Qari (Lecteur) | Qari (Lecteur)                                                 | Qari (Lecteur)                                          | Rawi (Transmetteur)        | Rawi (Transmetteur) | Rawi (Transmetteur)                                   | Rawi (Transmetteur)                                                           | Rawi (Transmetteur)                           | Rawi (Transmetteur) |
| Nom                                     | Naissance      | Décès          | Nom complet                                                    | Information complémentaire                              | Nom                        | Naissance           | Décès                                                 | Nom complet                                                                   | Information complémentaire                    | Actuelle région d'utilisation                                                                                              |
| --------------------------------------- | -------------- | -------------- | -------------------------------------------------------------- | ------------------------------------------------------- | -------------------------- | ------------------- | ----------------------------------------------------- | ----------------------------------------------------------------------------- | --------------------------------------------- | --- |
| Nafiʿ al-Madani (نافع المدني)           | 70 AH          | 169 AH         | Ibn ʿAbd ar-Rahman Ibn Abi Naʿim, Abu Ruwaym al-Laythi         | Il est originaire d'Isfahan                             | Qalun (قالون)              | 120 AH              | 220 AH                                                | Abu Musa, ʿIsa Ibn Mina al-Zarqi                                              | Client des Banu Zuhrah                        | Libye, Tunisie, et certaines régions d'Al-Andalus et du Qatar                                                              |
| Nafiʿ al-Madani (نافع المدني)           | 70 AH          | 169 AH         | Ibn ʿAbd ar-Rahman Ibn Abi Naʿim, Abu Ruwaym al-Laythi         | Il est originaire d'Isfahan                             | Warch (ورش)                | 110 AH              | 197 AH                                                | ʿUthman Ibn Saʿid al-Qutbi                                                    | Égyptien ; client de Quraych                  | Al-Andalus, Algérie, Maroc, certaines régions de Tunisie, d'Afrique de l'Ouest et du Soudan et certaines régions de Libye. |
| Ibn Kathir al-Makki (ابن كثير المكي)    | 45 AH          | 120 AH-737 CE  | ʿAbdullah, Abu Maʿbad al-ʿAttar al-Dari                        | Persan                                                  | Al-Buzzi (البزي)           | 170 AH              | 250 AH                                                | Ahmad Ibn Muhammad Ibn ʿAbdallah, Abu al-Hasan al-Buzzi                       | Persan                                        | |
| Ibn Kathir al-Makki (ابن كثير المكي)    | 45 AH          | 120 AH-737 CE  | ʿAbdullah, Abu Maʿbad al-ʿAttar al-Dari                        | Persan                                                  | Qunbul (قنبل)              | 195 AH              | 291 AH                                                | Muhammad Ibn ʿAbd ar-Rahman, al-Makhzumi, Abu ʿAmr                            | Mecquois de naissance et Makhzumi par loyauté | |
| Abu Amr Ibn al-Alâ' (أبو عمرو البصري)   | 68 AH          | 154 AH         | Zubban Ibn al-ʿAla' al-Tamimi al-Mazini, al-Basri              | Grammairien. Fondateur de l'école de grammaire de Basra | Hafs al-Duri (الدوري)      | ?                   | 246 AH                                                | Abu ʿAmr, Hafs Ibn ʿUmar Ibn ʿAbd al-ʿAziz al-Baghdadi                        | Grammairien. Il était aveugle.                | Certaines régions du Soudan et d'Afrique de l'ouest.                                                                       |
| Abu Amr Ibn al-Alâ' (أبو عمرو البصري)   | 68 AH          | 154 AH         | Zubban Ibn al-ʿAla' al-Tamimi al-Mazini, al-Basri              | Grammairien. Fondateur de l'école de grammaire de Basra | Al-Susi (السوسي)           | ?                   | 261 AH                                                | Abu Shuʿayb, Salih Ibn Ziyad Ibn ʿAbdallah Ibn Ismaʿil Ibn al-Jarud ar-Riqqi  |                                               | |
| Ibn ‘Amir ad-Dimashqi (ابن عامر الشامي) | 8 AH           | 118 AH         | ʿAbdallah Ibn ʿAmir Ibn Yazid Ibn Tamim Ibn Rabi‘ah al-Yahsibi |                                                         | Hisham (هشام)              | 153 AH              | 245 AH                                                | Abu al-Walid, Hisham ibn ʿAmmar Ibn Nusayr Ibn Maysarah al-Salami al-Dimashqi |                                               | Certaines régions du Yémen.                                                                                                |
| Ibn ‘Amir ad-Dimashqi (ابن عامر الشامي) | 8 AH           | 118 AH         | ʿAbdallah Ibn ʿAmir Ibn Yazid Ibn Tamim Ibn Rabi‘ah al-Yahsibi | Ibn Dhakwan (ابن ذكوان)                                 | 173 AH                     | 242 AH              | Abu ʿAmr, ʿAbdullah Ibn Ahmad al-Qurayshi al-Dimashqi |                                                                               |                                               | |
| ʿÂṣim al-Kufi (عاصم الكوفي)             | ? AH           | 127 AH-774 CE  | Abu Bakr, ʿÂsim Ibn Abi al-Najud al-'Asadi                     | 'Asadi (par loyauté)                                    | Shu‘bah (شعبة)             | 95 AH               | 193 AH                                                | Abu Bakr, Shuʿbah Ibn ʿAyyash Ibn Salim al-Kufi an-Nahshali                   | Nahshali (par loyauté)                        | |
| ʿÂṣim al-Kufi (عاصم الكوفي)             | ? AH           | 127 AH-774 CE  | Abu Bakr, ʿÂsim Ibn Abi al-Najud al-'Asadi                     | 'Asadi (par loyauté)                                    | Hafs (حفص)                 | 90 AH               | 180 AH                                                | Abu ʿAmr, Hafs Ibn Sulayman Ibn al-Mughirah Ibn Abi Dawud al-Asadi al-Kufi    |                                               | Monde musulman en général.                                                                                                 |
| Hamzah al-Kufi (حمزة الكوفي)            | 80 AH          | 156 AH-772 CE  | Abu ʿImarah, Hamzah Ibn Habib al-Zayyat al-Taymi               | Taymi (par loyauté)                                     | Khalaf (خلف)               | 150 AH              | 229 AH                                                | Abu Muhammad al-Asadi al-Bazzar al-Baghdadi                                   |                                               | |
| Hamzah al-Kufi (حمزة الكوفي)            | 80 AH          | 156 AH-772 CE  | Abu ʿImarah, Hamzah Ibn Habib al-Zayyat al-Taymi               | Taymi (par loyauté)                                     | Khallad (خلاد)             | ?                   | 220 AH                                                | Abu ʿIsa, Khallad Ibn Khalid al-Baghdadi                                      |                                               | |
| Al-Kisa'i al-Kufi (الكسائي الكوفي)      | 119 AH         | 189 AH-804 CE  | Abu al-Hasan, ʿAli Ibn Hamzah al-Asadi                         | Asadi (par loyauté). Persan.                            | Abu al-Harith (أبي الحارث) | ? AH                | 240 AH                                                | Abu al-Harith, al-Layth Ibn Khalid al-Baghdadi                                |                                               | |
| Al-Kisa'i al-Kufi (الكسائي الكوفي)      | 119 AH         | 189 AH-804 CE  | Abu al-Hasan, ʿAli Ibn Hamzah al-Asadi                         | Asadi (par loyauté). Persan.                            | Al-Duri (الدوري)           | ?                   | 246 AH                                                | Abu ʿAmr, Hafs Ibn ʿUmar Ibn ʿAbd al-ʿAziz al-Baghdadi                        | Transmetteur d'Abu ʿAmr                       | |